# Pohlia debatii
Pohlia debatii är en bladmossart som beskrevs av Brotherus 1909. Pohlia debatii ingår i släktet nickmossor, och familjen Bryaceae. Inga underarter finns listade i Catalogue of Life.